# Mejsam Nasiri
Mejsam Nasiri Abdolfazl (pers. میثم نصیری; ur. 1 czerwca 1989) – irański zapaśnik walczący w stylu wolnym. Olimpijczyk z Rio de Janeiro 2016, gdzie zajął piętnaste miejsce w kategorii 65 kg.
Dziesiąty na mistrzostwach świata w 2017. Złoty medalista mistrzostw Azji w 2016 i brązowy w 2017. Triumfator igrzysk Solidarności Islamskiej w 2017. Pierwszy w Pucharze Świata w 2014, 2016 i 2017; drugi w 2019 roku.